# Романов, Александр Сергеевич
Александр Сергеевич Романов (род. 18 января 1953, г. Измаил, Одесская область) — российский политический и государственный деятель, председатель Саратовской областной думы (с апреля 2019 года).

## Биография
Александр Романов родился в городе Измаил, Одесской области 18 января 1953 года.
В 1975 году получил диплом о высшем образовании, окончив Саратовский институт механизации сельского хозяйства им. М.И. Калинина, получил квалификацию «Инженер-механик». В 1991 году заочно окончил Поволжский социально-политический институт.
Трудовую деятельность начал в 1975 году преподавателем социальных дисциплин в Базарно-Карабулакском ССПТУ №5, Саратовской области. В 1980 и на протяжении 11 лет работал инструктором, заведующим отделом пропаганды и агитации, первым секретарём Базарно-Карабулакского райкома КПСС.
С  1991 по 1994  гг. – директор Базарно-Карабулакской заготовительной конторы. С  1994 по 1996 годы работал в должности директора Базарно-Карабулакского кирпичного завода.
В  1996 году перешёл работать в органы муниципальной власти, заместитель главы администрации Базарно-Карабулакского района. В этом же году назначен директором Базарно-Карабулакского ПТУ №59.
8 сентября 2005 года избран главой Базарно-Карабулакского района.
С  2006  по  2012 года – глава, председатель Собрания депутатов Базарно-Карабулакского района. 16 июня 2012 года назначен главой администрации Базарно-Карабулакского района.
15 октября 2012 года переезжает в город Саратов, где был назначен на должность управляющего отделением Пенсионного фонда Российской Федерации по Саратовской области. В 2013 году избран депутатом Саратовской областной Думы пятого созыва.
В сентябре 2017 года избран депутатом Саратовской областной думы шестого созыва. В апреле 2019 года избран на пост председателя Саратовской областной думы.

## Семья
Женат, двое дочерей. 

## Награды и звания
- Почетный Знак Губернатора Саратовской области «За любовь к родной Земле»;
- нагрудный знак «Почётный работник начального профессионального образования Российской Федерации»;
- орден «Российская нация».

В марте 2004 года Указом Президента РФ присвоено звание «Заслуженный учитель Российской Федерации».